# Longwy
Longwy és un municipi francès situat al departament de Meurthe i Mosel·la i a la regió del Gran Est. L'any 2007 tenia 14.346 habitants.

## Demografia

### Població
El 2007 la població de fet de Longwy era de 14.346 persones. Hi havia 6.609 famílies, de les quals 2.859 eren unipersonals (1.159 homes vivint sols i 1.700 dones vivint soles), 1.633 parelles sense fills, 1.414 parelles amb fills i 703 famílies monoparentals amb fills.
La població ha evolucionat segons el següent gràfic:
Habitants censats

### Habitatges
El 2007 hi havia 7.403 habitatges, 6.779 eren l'habitatge principal de la família, 36 eren segones residències i 588 estaven desocupats. 2.879 eren cases i 4.467 eren apartaments. Dels 6.779 habitatges principals, 2.487 estaven ocupats pels seus propietaris, 4.198 estaven llogats i ocupats pels llogaters i 94 estaven cedits a títol gratuït; 440 tenien una cambra, 780 en tenien dues, 1.770 en tenien tres, 1.742 en tenien quatre i 2.046 en tenien cinc o més. 3.284 habitatges disposaven pel capbaix d'una plaça de pàrquing. A 3.573 habitatges hi havia un automòbil i a 1.573 n'hi havia dos o més.

### Piràmide de població
La piràmide de població per edats i sexe el 2009 era:
| Homes | Edats   | Dones |
| ----- | ------- | ----- |
| 4     | 95 o +  | 32    |
| 24    | 90 a 94 | 64    |
| 64    | 85 a 89 | 188   |
| 92    | 80 a 84 | 164   |
| 252   | 75 a 79 | 396   |
| 368   | 70 a 74 | 500   |
| 348   | 65 a 69 | 496   |
| 340   | 60 a 64 | 404   |
| 284   | 55 a 59 | 356   |
| 396   | 50 a 54 | 456   |
| 444   | 45 a 49 | 492   |
| 460   | 40 a 44 | 472   |
| 464   | 35 a 39 | 472   |
| 608   | 30 a 34 | 516   |
| 625   | 25 a 29 | 672   |
| 525   | 20 a 24 | 492   |
| 524   | 15 a 19 | 456   |
| 420   | 10 a 14 | 400   |
| 408   | 5 a 9   | 288   |
| 312   | 0 a 4   | 276   |

## Economia
El 2007 la població en edat de treballar era de 9.296 persones, 6.756 eren actives i 2.540 eren inactives. De les 6.756 persones actives 5.746 estaven ocupades (3.052 homes i 2.694 dones) i 1.010 estaven aturades (480 homes i 530 dones). De les 2.540 persones inactives 600 estaven jubilades, 888 estaven estudiant i 1.052 estaven classificades com a «altres inactius».

### Ingressos
El 2009 a Longwy hi havia 6.599 unitats fiscals que integraven 13.883,5 persones, la mediana anual d'ingressos fiscals per persona era de 15.259 €.

### Activitats econòmiques
Dels 702 establiments que hi havia el 2007, 11 eren d'empreses extractives, 11 d'empreses alimentàries, 1 d'una empresa de fabricació de material elèctric, 23 d'empreses de fabricació d'altres productes industrials, 51 d'empreses de construcció, 187 d'empreses de comerç i reparació d'automòbils, 16 d'empreses de transport, 58 d'empreses d'hostatgeria i restauració, 12 d'empreses d'informació i comunicació, 42 d'empreses financeres, 58 d'empreses immobiliàries, 63 d'empreses de serveis, 105 d'entitats de l'administració pública i 64 d'empreses classificades com a «altres activitats de serveis».
Dels 184 establiments de servei als particulars que hi havia el 2009, 1 era una comissaria de policia, 1 oficina d'administració d'Hisenda pública, 1 oficina del servei públic d'ocupació, 4 oficines de correu, 16 oficines bancàries, 3 funeràries, 9 tallers de reparació d'automòbils i de material agrícola, 2 tallers d'inspecció tècnica de vehicles, 1 establiment de lloguer de cotxes, 4 autoescoles, 10 paletes, 7 guixaires pintors, 3 fusteries, 10 lampisteries, 11 electricistes, 5 empreses de construcció, 29 perruqueries, 4 veterinaris, 4 agències de treball temporal, 30 restaurants, 17 agències immobiliàries, 4 tintoreries i 8 salons de bellesa.
Dels 96 establiments comercials que hi havia el 2009, 2 eren hipermercats, 4 supermercats, 1 un supermercat, 1 una gran superfície de material de bricolatge, 2 botiges de menys de 120 m², 10 fleques, 8 carnisseries, 5 llibreries, 26 botigues de roba, 4 botigues d'equipament de la llar, 6 sabateries, 5 botigues d'electrodomèstics, 3 botigues de mobles, 5 botigues de material esportiu, 1 una botiga de material esportiu, 2 drogueries, 1 un drogueria, 3 joieries i 7 floristeries.

## Equipaments sanitaris i escolars
El 2009 hi havia 1 psiquiàtric, 3 centres de salut, 8 farmàcies i 3 ambulàncies.
El 2009 hi havia 5 escoles maternals i 7 escoles elementals. A Longwy hi havia 3 col·legis d'educació secundària, 2 liceus d'ensenyament general i 3 liceus tecnològics. Als col·legis d'educació secundària hi havia 1.034 alumnes, als liceus d'ensenyament general n'hi havia 1.521 i als liceus tecnològics 493.
Longwy disposava d'un centre de formació no universitària superior de formació tècnica. Disposava de 2 centres universitaris, dels quals 1 era un institut universitari i 1 un centre d'altres ensenyaments superiors.

## Poblacions més properes
El següent diagrama mostra les poblacions més properes.